# Altstetten

Photo aérienne (1965)

Altstetten est un quartier de la ville de Zurich. Il compose le kreis 9 avec le quartier d'Albisrieden. Altstetten était une commune indépendante jusqu'en 1934, date de l'intégration de la commune dans celle de Zurich. 
Altstetten est situé entre la Limmat et les contreforts de l'Uetliberg. Le quartier compte  31 516 habitants (septembre 2012).
Le quartier, anciennement villageois et isolé, est maintenant très urbanisé et rattaché au tissu urbain de la ville, particulièrement depuis la seconde moitié du XXe siècle, où l'urbanisation a été encore plus rapide. Le quartier a quelques constructions de haute qualité architecturale comme l'église de Werner Max Moser, la gare de Max Vogt, le bâtiment administratif de la société d'assurance Helvetia ou encore le quartier général d'IBM de Max Dudler et l'immeuble zur Palme.
La plupart des emplois offerts dans le quartier le sont dans l'informatique, les services, les banques et diverses industries. Les principaux employeurs sont, par exemple : UBS, ABB, IBM.
Le quartier est traversé par l'autoroute A1 et par plusieurs lignes ferroviaires.